# Sociomuseología
La sociomuseología se refiere al estudio interdisciplinario de la relación entre los museos y la sociedad. Dicha rama estudia la articulación entre la museología y las demás áreas del saber que contribuyen para el proceso museológico contemporáneo.

## Definición
"La Sociomuseología no es una nueva forma de denominar la Nueva museología, debe ser comprendida como el abordaje multidisciplinar de hacer y de pensar de la museología, entendida como recurso para el desarrollo sostenible de la humanidad, fundamentado en la igualdad de oportunidades y en la inclusión social y económica, teniendo por base la interdisciplinarid con las demás áreas del conocimiento."

## Referentes
La Escuela de Pensamiento de Sociomuseologia se desarrolló inspirada en la producción de: 
- Paulo Freire que trabajo la educación en función de los Derechos Humanos.
- Hugues de Varine quien consideró una Museología al servicio del desarrollo.
- Pierre Mayrand que mostró el derecho a la diferencia dentro de la Museología y proponía repensar y estudiar el presente[3]

## Diferencias entre Sociomuseología y Museología Social
"En Brasil los términos Sociomuseología y Museología Social son utilizados con el mismo significado. Sin embargo juzgamos que es más correcto reconocer la Museología social como la práctica de la museología de inspiración comunitaria, en sus diferentes formas. En cuanto a la Sociomuseología se trata de reconocer una nueva área disciplinar que visa esclarecer y, de cierta forma, impulsar las nuevas prácticas museológicas al servicio del desarrollo"